# Twierdzenie o Brzydkim Kaczątku

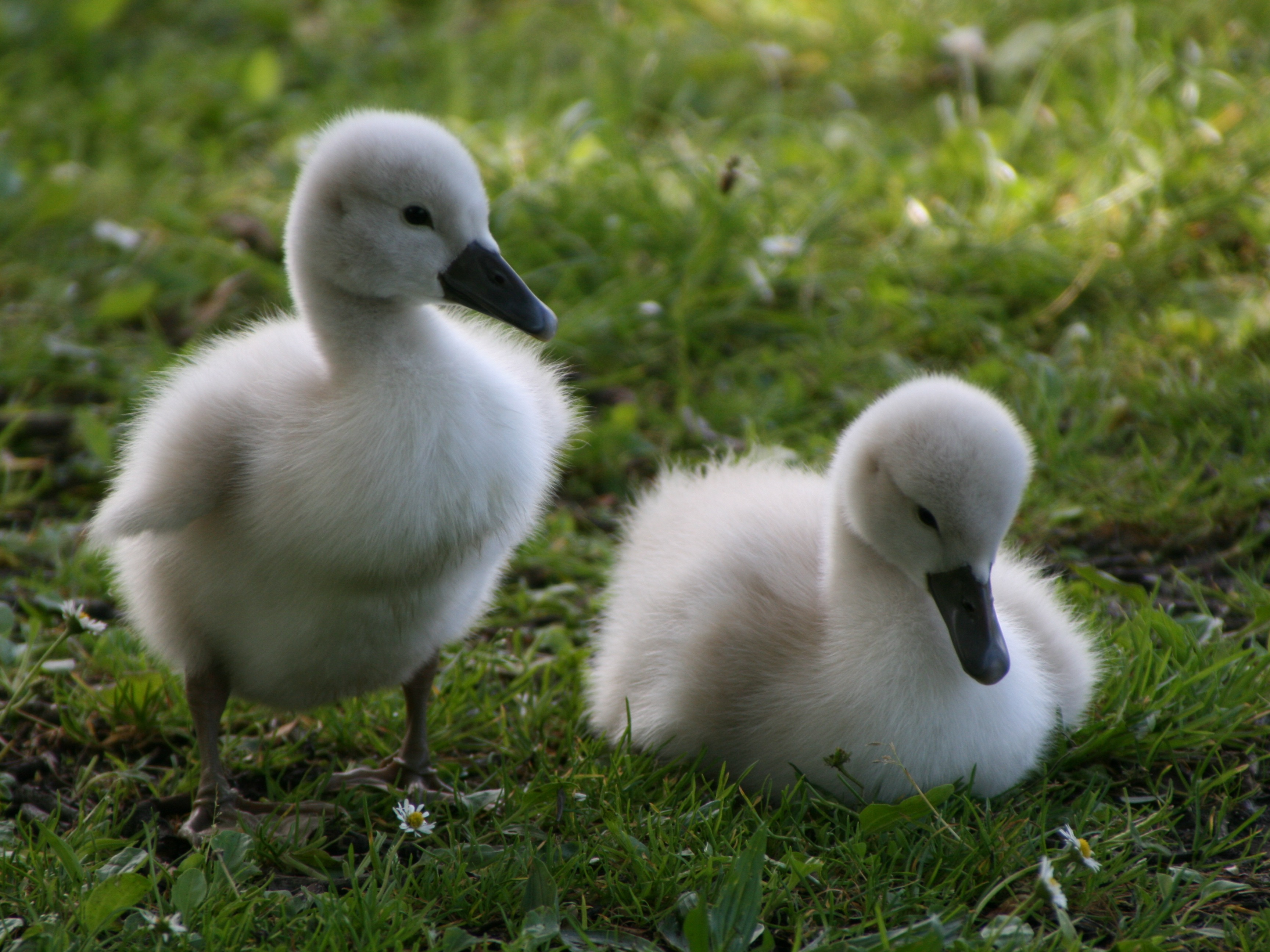
Dwa młode łabędzie

Twierdzenie o brzydkim kaczątku (ang. the Ugly duckling theorem) – twierdzenie mówiące, że żadna klasyfikacja nie jest możliwa bez stronniczości: dowolne dwa obiekty, o ile tylko są odróżnialne, są do siebie równie podobne. Udowodnił je Satosi Watanabe w 1969 r. Nazwa twierdzenia wiąże się z bajką Hansa Christiana Andersena z 1843 r. pt. „Brzydkie kaczątko”, ponieważ twierdzenie to wykazuje, że kaczątko jest tak samo podobne do łabędzia, jak dwa łabędzie podobne są do siebie.

## Twierdzenie
Załóżmy, że wszechświat zawiera przeliczalny zbiór {\displaystyle n} obiektów, które należy  podzielić na klasy. Zakładając brak uprzedzeń co do tego, które klasy są „naturalne”, „normalne”, „właściwe”, etc., a które nie, istnieje {\displaystyle 2^{n}} takich klas; jest to moc zbioru potęgowego {\displaystyle n} elementów (który dla policzalnie nieskończonej liczby obiektów ma moc continuum). Ilość wspólnych klas dla dowolnych dwóch obiektów określa zatem wzajemne podobieństwo tych obiektów. Jednak każde dwa obiekty współdzielą {\displaystyle 2^{n-1}} klas, a tym samym są do siebie równie podobne.

## Przykład
Rozważmy troje ludzi A, B, C, których nie widzimy a których chcemy rozróżnić poprzez zadawanie całej trójce pytań typu tak/nie.
Jak łatwo zauważyć niezależnie od treści zadawanych im pytań możliwych jest jedynie osiem zestawów odpowiedzi, jak niżej.
| Zestaw odpowiedzi | Odpowiedź A | Odpowiedź B | Odpowiedź C |
| ----------------- | ----------- | ----------- | ----------- |
| 1.                | nie         | nie         | nie         |
| 2.                | nie         | nie         | tak         |
| 3.                | nie         | tak         | nie         |
| 4.                | nie         | tak         | tak         |
| 5.                | tak         | nie         | nie         |
| 6.                | tak         | nie         | tak         |
| 7.                | tak         | tak         | nie         |
| 8.                | tak         | tak         | tak         |

Jak się okazuje każda para z trzech respondentów współdzieli cztery zestawy odpowiedzi. Przykładowo dla A i B są to zestawy 1., 2., 7. i 8. 

## Dyskusja
„Załóżmy, że należy wymienić cechy wspólne śliwek i kosiarek, aby ocenić ich podobieństwo. Łatwo zauważyć, że lista ta może być nieskończona: obie ważą mniej niż 10 000 kg (i mniej niż 10 001 kg), obie nie istniały 10 000 000 lat temu (i 10 000 001 lat temu), obie nie słyszą, obie można zrzucić, obie zajmują miejsce, itd. Podobnie i lista różnic może być nieskończona (...) dowolne dwa byty mogą być dowolnie podobne lub niepodobne, w zależności od przyjętego kryterium ich cech istotnych”. Przejście dla pieszych i zebra są bardziej podobne niż koń i zebra, jeżeli cecha "w paski" jest bardziej istotna niż cecha "koniowate".